# Cantuaria lomasi
Cantuaria lomasi là một loài nhện trong họ Idiopidae.
Loài này thuộc chi Cantuaria. Cantuaria lomasi được Raymond Robert Forster miêu tả năm 1968.